# Unguispa
Unguispa is een geslacht van kevers uit de familie bladkevers (Chrysomelidae).
De wetenschappelijke naam van het geslacht werd in 1954 gepubliceerd door Uhmann.

## Soorten
- Unguispa impar Uhmann, 1954